# Trans Anguilla Airways

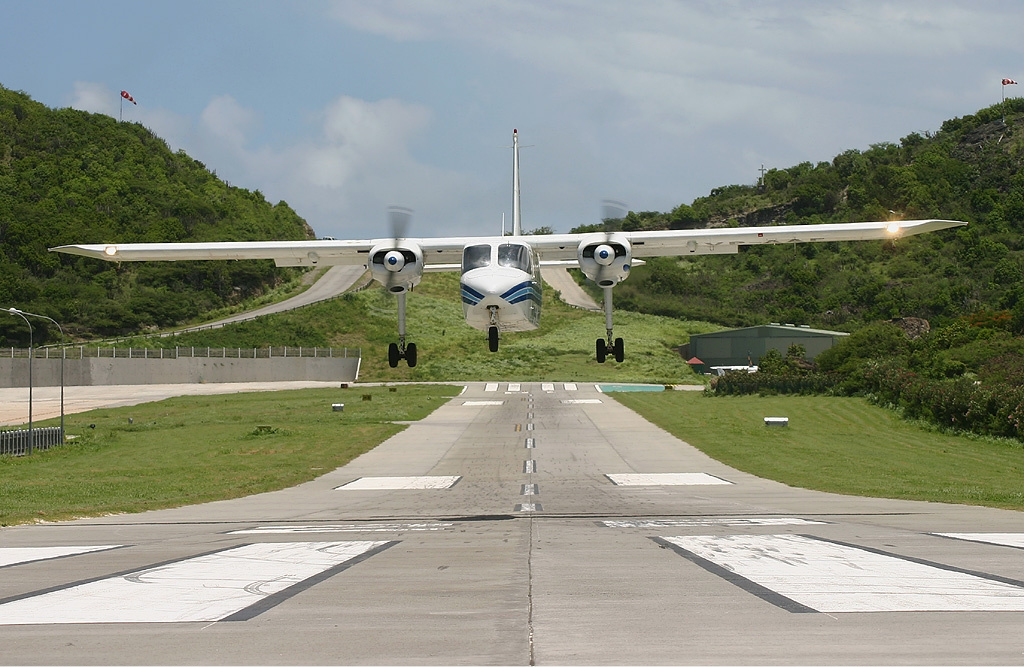
Britten-Norman BN-2B-21 Islander авіакомпанії Trans Anguilla Airways

Trans Anguilla Airways — невелика авіакомпанія Ангілья (Британські заморські території), що працює на чартерних перевезеннях між країнами Карибського басейну.
Портом приписки перевізника є міжнародний аеропорт Ангілья.

## Загальні відомості
Trans Anguilla Airways виконує чартерні пасажирські рейси, а також надає послуги у сферах вантажних, бізнес-перевезень та забезпечення роботи санітарної авіації між Ангільєю і групою Підвітряних островів.